# غلامعلی روانبخش
غلامعلی روانبخش با نامِ هنریِ روانبخش (زاده ۱۳۱۴ خورشیدی در قوچان – درگذشته در ۱۲ بهمن ۱۳۵۷ تهران) بازیگر و خواننده اهل ایران بود. وی فعالیت هنری از ۱۳۳۵ با خوانندگی در رادیو ایران شروع کرد.

## زندگی
غلامعلی روانبخش به سال ۱۳۱۴ در شهر قوچان متولد شد و پس از تحصیلات ابتدائی و متوسطه به تهران آمد و در اداره بیمه‌های اجتماعی کارگران به سمت کارمند مشغول خدمت گردید و با خواندن ترانه‌هایی چون عروس و داماد، دختر قالی باف و نازی جان به اوج شهرت رسید و با خوانندگان زمان خود مثل: ویگن، عارف و منوچهر سخایی به رقابت پرداخت و چنان از شهرت و محبوبیتی بهره‌ور شد که ابتدا از وی برای شرکت در فیلم‌هایی دعوت به عمل آمد و سپس در رادیو مشغول همکاری و خوانندگی شد. وی پس از قریب دوازده سال فعالیت در سینما و رادیو، از اوایل سال ۱۳۵۲ به تدریج از فعالیت‌های هنری کناره گرفت و بیشتر به کارهای اداری و در بیرون اداره به فعالیت‌های ساختمانی می‌پرداخت.
غلامعلی روانبخش یکی از آن خوانندگانی بود که در دهه ۱۳۴۰ شروع به فعالیتهای هنری نمود و با همان اولین ترانه خود «آهای عروس و ای دوماد» که از ساخته‌های ناصر زرآبادی بود مطرح شد.

## درگذشت
وی در دوازدهم بهمن ماه سال ۱۳۵۷ بر اثر سکته قلبی درگذشت.

## آلبوم‌ها

### به من نگو دوست دارم
| نام ترانه                | ترانه‌سرا    | آهنگساز               | تنظیم |
| ------------------------ | ----------- | --------------------- | ----- |
| به من نگو دوست دارم      | جاویدان     | پرویز مقصدی           |       |
| کلاغا                    | کریم محمودی | پرویز غیائیان         |       |
| بوسه                     |             |                       |       |
| مجنون                    |             |                       |       |
| پیرهن گلی                | نوذر پرنگ   | عطاالله خرم           |       |
| نه والا                  |             |                       |       |
| بدگمان                   | پوری بنایی  | پرویز مقصدی           |       |
| چه‌ها شنیدی               |             |                       |       |
| وفا شکن                  |             |                       |       |
| جوونی کجایی که یادت بخیر |             |                       |       |
| کلبه محبت                |             |                       |       |
| بیا بیا ای کمان ابرو     |             |                       |       |
| عروس و دوماد             | پرویز وکیلی | سورن الکساندر مایلیان |       |
| عزیزم دست نگهدار         | پرویز وکیلی | سورن الکساندر مایلیان |       |

### رووم صحرا
| نام ترانه            | ترانه‌سرا    | آهنگساز               | تنظیم |
| -------------------- | ----------- | --------------------- | ----- |
| دست نگهدار           | پرویز وکیلی | سورن الکساندر مایلیان |       |
| قالیباف              | پرویز وکیلی | سورن الکساندر مایلیان |       |
| نامزدی               | پرویز وکیلی | سورن الکساندر مایلیان |       |
| بدگمان               | پوری بنایی  | پرویز مقصدی           |       |
| بیا بیا ای کمان ابرو |             |                       |       |
| گل پامچال            | پرویز وکیلی | سورن الکساندر مایلیان |       |
| رووم صحرا            | پرویز وکیلی | سورن الکساندر مایلیان |       |
| آرزو                 | پرویز وکیلی | سورن الکساندر مایلیان |       |
| عروس و دوماد         | پرویز وکیلی | سورن الکساندر مایلیان |       |

## بازیگر
- خروس بی‌محل (۱۳۴۰)
- دام عشق (۱۳۴۰)
- دختران حوا (۱۳۴۰)
- آفت زندگی یا مرفین (۱۳۳۹)
- پیمان (۱۳۳۹)
- کی به کیه؟ (۱۳۳۹)
- پیمان (پیمان دوستی) (۱۳۳۹)

## خواننده
- عشق و انتقام (۱۳۴۴)
- آفت زندگی یا مرفین (۱۳۳۹)
- پیمان (پیمان دوستی) (۱۳۳۹)